# المشناقة العليا

تعديل مصدري - تعديل

المشناقه العليا هي إحدى حارات حي يريم بمدينة يريم أحد مدن محافظة إب، بلغ تعداد سكانها 358 نسمة حسب تعداد اليمن لعام 2004.